# Cumbre de la unidad de América Latina y el Caribe

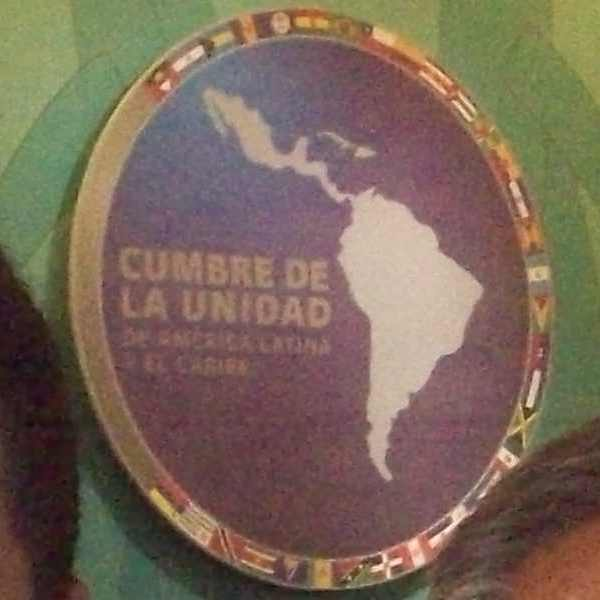
Emblema de la Cumbre de la Unidad de América Latina y el Caribe.

La Cumbre de la Unidad de América Latina y el Caribe fue un foro de concertación internacional, celebrada los días 22 y 23 de febrero de 2010, teniendo como sede la Ciudad de Playa del Carmen, México, en la cual se plantearon algunos de los conflictos que conciernen a Latinoamérica y al Caribe, con la participación de 32 países de la región. Fue la celebración conjunta de la XXI Cumbre de Río y la II Cumbre de América Latina y el Caribe sobre Integración y Desarrollo.

## Antecedentes
En el año 2008 se celebró en Costa de Sauípe (Brasil) la I Cumbre de la Unidad, dando inicio al proceso de constitución de la Comunidad de Estados Latinoamericanos y Caribeños. En el año 2009, durante la XXVIII Reunión de Ministros de Relaciones Exteriores, que se llevó a cabo en Montego Bay, Jamaica, se dio continuidad a ese proceso. Entre otras cosas, además de incorporar a Jamaica como miembro de pleno derecho en el Grupo de Río, se anunció que la XXI Cumbre de Río se llevaría a cabo en Quintana Roo, en febrero del 2010. Con lo que México fungiría como anfitrión de dicha reunión. 
Varios de los temas a debatir en esta asamblea, fueron la continuación de los ya tratados en cumbres anteriores: la lucha contra el narcotráfico, migración, medidas contra la contaminación ambiental, y además la creación de un nuevo organismo denominado Comunidad de Estados Latinoamericanos y Caribeños (CELAC) espacio regional, resultado de la unificación de los estados de América Latina y los del Caribe, esto último fue uno de los temas más álgidos de la cumbre por la gran aceptación que se dio a la iniciativa, que fuera mencionada por el Presidente de México Felipe Calderón Hinojosa tiempo antes, en el 2008 durante la XX Cumbre del Grupo de Río efectuada en Santo Domingo de Guzmán, República Dominicana.

## Presidentes que participan de la Cumbre
- Michelle Bachelet de Chile
- Felipe Calderón de México
- Evo Morales de Bolivia
- Rafael Correa de Ecuador
- Álvaro Uribe de Colombia
- Hugo Chávez de Venezuela
- Tabaré Vázquez de Uruguay
- Luiz Inacio Lula da Silva de Brasil
- Cristina Fernández de Kirchner de Argentina
- Leonel Fernández, de República Dominicana
- René Préval, de Haití
- Raúl Castro, de Cuba
- Álvaro Colom de Guatemala
- Ricardo Martinelli de Panamá
- George Maxwell Richards de Trinidad y Tobago.
- Óscar Arias Sánchez de Costa Rica
- Alan García de Perú

## Incidente entre Álvaro Uribe y Hugo Chávez
En esta cumbre surgió un incidente entre Álvaro Uribe (entonces presidente de Colombia) y Hugo Chávez (presidente de Venezuela). El incidente sucedió cuando ellos presidentes discutieron acaloradamente en una reunión celebrada a puerta cerrada. Uribe increpó a Chávez por el "embargo comercial" que mantenía sobre Colombia, mientras que Chávez alegaba que Uribe había enviado "300 paramilitares" para asesinarlo. Uribe, disgustado, le dijo "Sea varón y quédese a discutir de frente", a lo que Chávez respondió "vete al carajo". El incidente se filtró a los medios de comunicación.